# 헤라노 케르크
헤라노 에밀리오 케르크(네덜란드어: Gyrano Emilio Kerk, 1995년 12월 2일 ~ )는 벨기에 프로 리그의 로열 앤트워프에서 라이트 윙어와 공격수로 활약하고 있는 수리남의 프로 축구 선수이다. 네덜란드에서 태어났으며, 수리남 국가대표팀에서 뛰고 있다.

## 구단 경력
케르크는 에레디비시에 소속된 위트레흐트에서 클럽 경력을 시작했다. 그는 위트레흐트 유소년 팀 출신이다. 2014년 9월 28일, 트벤터와의 원정 경기에서 1–3으로 패한 경기에 출전하며 에레디비시 데뷔 전을 치렀다. 그로부터 일주일 뒤, 고 어헤드 이글스를 상대로 한 홈 경기에서 2–3으로 패배했으나, 자신의 첫 골을 기록했다.

### 로코모티프 모스크바
2021년 9월 1일, 케르크는 러시아 클럽 로코모티프 모스크바와 4년 계약을 체결했다.

#### 로열 앤트워프로의 임대
2023년 1월 21일, 로코모티프 모스크바는 케르크가 2022–23년 시즌 잔여 기간 동안 벨기에의 로열 앤트워프로 임대 이적한다고 발표했다. 로열 앤트워프는 2023년 1월 28일, 해당 이적을 공식 발표했다. 같은 해 6월 4일, 케르크는 벨기에 프로 리그 마지막 경기에서 헹크와의 2–2 무승부 속에 득점을 기록하며, 클럽이 66년 만에 리그 우승을 차지하는 데 기여했다.
2023년 8월 30일, 케르크는 UEFA 챔피언스리그 플레이오프 라운드 2차전에서 AEK 아테네를 상대로 득점에 성공하며, 클럽 역사상 최초로 챔피언스리그 조별 리그 진출을 확정짓는 데 기여했다. 해당 경기는 합산 스코어 3–1로 승리했다.

#### 로코모티프에서의 계약 해지
2024년 7월 4일, 로코모티프 모스크바는 FIFA 규정에 따라 2024–25년 시즌 동안 케르크와의 계약이 정지되었으며, 해당 시즌 종료와 함께 계약이 만료됨에 따라 사실상 자유계약선수가 되었다고 발표했다.

## 국가대표팀 경력
네덜란드에서 태어난 케르크는 수리남 혈통이다. 그는 2024년 6월, 2026년 FIFA 월드컵 예선 경기를 앞두고 수리남 국가대표팀에 처음으로 발탁되었다. 2024년 6월 5일, 파라마리보에 위치한 경기장에서 열린 세인트빈센트 그레나딘과의 경기에서 선발 출전하며 데뷔 전을 치렀고, 63분간 활약한 뒤 교체되었다. 이 경기는 수리남이 4–1로 승리했다.
이후 케르크는 2024년 하반기에 열린 콘카카프 네이션스리그에서 과들루프, 코스타리카, 가이아나를 상대로 세 경기에 출전했다.